# Pál Pusztai
Pál Pusztai (Budapest, 4 settembre 1919 – Ragusa di Dalmazia, 11 settembre 1970) è stato un fumettista, grafico e illustratore ungherese.

Viene ricordato per il suo personaggio Jucika, pubblicata per la prima volta nel 1957, che ha ottenuto un forte seguito su Internet alla fine del 2019.

## Biografia
Pusztai iniziò a lavorare come ufficiale delle Ferrovie di Stato ungheresi, dove realizzò disegni e manifesti del servizio pubblico. Successivamente è passato alla grafica pubblicitaria. Nel 1955 pubblicò le sue prime vignette sui giornali, mostrando caratteristiche di stile distintive. Lo stile di disegno chiaro, comprensibile e ben composto lo ha reso uno degli artisti ungheresi più significativi del genere.
Dal 1959 ha lavorato come artista regolare per la rivista Ludas Matyi, per la quale ha scritto la striscia Iván és Joe, con protagonisti due soldati, Ivan e Joes, rispettivamente sovietico e americano. In linea con l'adesione dell'Ungheria al patto di Varsavia, Ivan era raffigurato come il più saggio e prudente dei due.
La sua serie a fumetti più longeva è stata Jucika (1957–1970) la cui protagonista era una donna giovane e indipendente, spesso protagonista di situazioni osè, tabù, o mirate a rompere gli stereotipi di genere.
Le sue vignette sono state pubblicate in pubblicazioni internazionali e sono state presentate in mostre e biennali internazionali di fumetti, riconosciute a livello internazionale. Come collaboratore esterno è stato impegnato in diverse riviste e le sue vignette sono apparse, tra le altre, su Workers' Magazine, Country-World, Women's Magazine, Illustrated Ungheria e Füles. Realizzò anche disegni pubblicitari, cartoline, calendari con cartoline e disegnò poster a scopo educativo e per il cinema.
L'ultima avventura di Jucika fu pubblicata il 10 settembre 1970. Pál Pusztai morì il giorno dopo, a soli cinquantuno anni, per un improvviso arresto cardiaco durante un viaggio a Ragusa di Dalmazia. L'ultima striscia di Jucika, ritrovata sul posto di lavoro di Pusztai, fu pubblicata nel numero di Lúdas Matyi del 3 dicembre 1970, insieme ad un paio di altri disegni dell'artista.

## Popolarità postuma
Originariamente un fumetto poco conosciuto, limitato principalmente alla cultura popolare ungherese degli anni '60, il fumetto Jucika di Pusztai ha guadagnato un seguito di culto internazionale alla fine del 2019, dopo che la serie ha suscitato un rinnovato interesse su numerose imageboard online e su Twitter. La popolarità online del fumetto ha ispirato la creazione di un booru nel novembre 2019 per archiviare le immagini create dai fan del personaggio del titolo.